# Éditions Le Passage
Pour les articles homonymes, voir Passage.
Le Passage Paris New York Éditions est une maison d’édition indépendante située à la Bastille, à Paris. Elle compte plus de 200 titres à son catalogue et plus de 50 auteurs.
La maison s’est développée dans trois domaines : la littérature française, le polar et les livres d’art.

## Prix et récompenses
Divers prix sont venus récompenser les auteurs des éditions Le Passage : L’Origine de la violence, Prix Renaudot Poche ; La Fortune de Sila de Fabrice Humbert, Grand Prix RTL-Lire ; La Chambre des morts, de Franck Thilliez, prix SNCF du polar français ; La Dormeuse de Naples d’Adrien Goetz, prix Roger-Nimier et prix des Deux Magots ; ou encore Bleu catacombes de Gilda Piersanti, prix SNCF du polar européen. En 2017, Le Peintre disgracié de Dominique Cordellier, Prix Jacques de Fouchier de l'Académie Française.
En juin 2019, Jean-Baptiste Maudet qui reçoit le prix Orange du Livre pour son premier roman Matador Yankee publié dans la maison. Isabelle Dangy, quant à elle, est finaliste du Goncourt du premier roman grâce avec L'Atelier du désordre.